# Piotr Petrovitch Sokolov
Pour les articles homonymes, voir Sokolov.
Piotr Petrovitch Sokolov, né en 1821 à Saint-Pétersbourg et mort le 2 (14) octobre 1899 à Saint-Pétersbourg, est un aquarelliste et illustrateur russe, fils du peintre Piotr Sokolov et neveu de Karl Brioullov. Ses frères Pavel et Alexandre sont aussi peintres.

## Biographie
Le jeune Sokolov étudie de 1840 à 1843 l'académie des Beaux-Arts de Saint-Pétersbourg dans la classe de son oncle maternel Karl Brioullov, mais il a surtout une formation d'autodidacte retenant les leçons de son père. Il a une prédilection pour les scènes de genre à la campagne, les scènes de chasse, et la peinture militaire, mais parfois s'essaye aux portraits.
Sokolov prend rarement part aux expositions officielles, mais il organise une exposition personnelle à Saint-Pétersbourg en 1887. Il participe à la campagne des Balkans de 1877-1878 contre l'Empire ottoman et il est décoré de la croix de Saint-Georges pour bravoure.
L'histoire de l'art le retient surtout pour ses illustrations des Mémoires d'un chasseur de Tourguéniev, et de poèmes de Nicolas Nekrassov. Son aquarelle Marché aux chevaux se trouve à la galerie Tretiakov et son portrait du prosateur Sergueï Terpigorev (1841-1895) au musée Alexandre III de Saint-Pétersbourg.